# زرمه
زرمه، روستایی از توابع بخش مرکزی شهرستان شهربابک در استان کرمان است.

## جمعیت
این روستا در دهستان استبرق قرار دارد و براساس سرشماری مرکز آمار ایران در سال ۱۳۹۵، جمعیت آن نفر ( خانوار) بوده‌است.